# ウル・ザババ
ウル・ザババ（Ur Zababa）は、古代メソポタミア、キシュ第4王朝の王。

## 来歴
シュメール王名表によれば、前王プズル・シンの息子として生まれた。彼の在位年数は400年間とされており多分に伝説的な王であるが、彼がアッカド王朝の始祖サルゴンの伝説の主要な登場人物の一人であることから、実在の可能性や実際の姿を巡ってはさまざまに議論されている。
サルゴン伝説においては、彼は当初サルゴンを家臣（配酌官?）としていた。しかしサルゴンが、ウル・ザババが死に自分が王になるという夢を見たためにサルゴンを抹殺しようとして失敗したとされる。また、サルゴンはウル・ザババに讒言を繰り返して有力な他の家臣の地位を剥奪し、自分の勢力を固め、ついにはウル・ザババを追放して王位を簒奪したとする説話もある。
しかし、このウル・ザババとサルゴンの関係を語った伝説と矛盾する歴史記録が複数存在し、実態はよくわかっていない。ウル・ザババがサルゴンに王位を奪われたとされるにもかかわらず、シュメール王名表には彼以降のキシュ王のリストが載っている。また、サルゴンと同時代のウルク王ルガルザゲシの碑文には下の海（ペルシア湾）から上の海（地中海）までがルガルザゲシに従ったとするものがあるが、それが事実であればキシュもまたルガルザゲシの支配下にあったと考えられるからである。そのため、ウル・ザババとサルゴンについてはさまざまな説が存在し、単に有名な王であったためにサルゴンと結び付けられたとする説さえある。
ウル・ザババの実際の姿について実証的なことはほとんど何もわからないが、彼はメソポタミアにおいて比較的有名な王であったらしく、後代の記録には彼の名前が楽器に付けられたとするものがある。
以上の如く実態について何も知られていない王であるが、一般的な書籍や、場合によっては論文においても、この問題自体を主題とするのでなければ、サルゴンがウル・ザババから王位を簒奪したという説話が採用されている場合が多い。